# Lista de divisões da superfície corporal
- 1. para localizacao dos achados na surpefice corporal usa-se uma nomeclatura pradonizada que foi definida pela comissao internacional de nomeclatura anatomica.

e pode ser dividida em:
1. 1. Regioes da cabeca
  2. Regioes da face
  3. Regioes do pescoco
  4. Regioes do peito
  5. Regioes do abdome
  6. Regioes do dorso
  7. Regioes perineal
  8. Regioes do membro superior
  9. Regioes do membro inferior

## Regioes da cabeca
1. 1. frontal
  2. parietal
  3. occipital
  4. temporal
  5. infratemporal

## regioes da face
1. 1. nasal
  2. bucal
  3. mentoniana
  4. orbitaria
  5. infra-orbitaria
  6. jugal(bochecha)
  7. zigomatica
  8. paratideomasseterina

## Regioes do pescoco
1. 1. anterior do pescoco
  2. esternoclidomastoidea
  3. lateral do pescoco
  4. posterior do pescoco

## Regioes do peito
1. 1. axilar
  2. mamaria
  3. esternal
  4. infraclavicular

## Regioes do abdome
1. 1. hipocôndrica
  2. epigastrica
  3. flanco(lateral0
  4. umbilical (mesogastrica)
  5. fossa iliaca (inguinal)
  6. pubiana (hipogastrica)

## Regioes do dorso
1. 1. vertebral
  2. sacra
  3. escapular
  4. intra-escapular
  5. lombar
  6. supra-escapular
  7. interscapulvertebral

## Regioes perineal
1. 1. anal
  2. urogenital

## Regioes do membro superior
1. 1. deltoidea
  2. anterior do braco
  3. posterior do braco
  4. anterior do cotovelo
  5. posterior do cotovelo
  6. anterior do antebraco
  7. posterior do antebraco
  8. dorso da mao
  9. palma da mao

## Regioes do membro inferior
1. 1. glutea
  2. anterior da coxa
  3. posterior da coxa
  4. anterior do joelho
  5. posterior do joelho
  6. anteiror da perna
  7. posterior da perna
  8. calcanea
  9. dorso do pe
  10. planta do pe